# Заикин, Александр Евгеньевич
Александр Евгеньевич Заикин (11 сентября 1974, Ульяновск) — российский футболист, нападающий.

## Биография
Воспитанник ульяновской ДЮСШ «Мотор», первый тренер Н. П. Гунин. В 1991 году сыграл пять матчей за ульяновский «Старт» во второй союзной лиге. В 1992—1999 годах за «Ладу»/«Ладу-Град»/«Ладу-Симбирск» Димитровград в первой и второй российских лигах сыграл 213 матча, забил 58 мячей. Лучший бомбардир зоны «Центр» второй лиги 1995 — 29 голов. 2000 год провёл в клубе первого дивизиона «Носта» Новотроицк — три мяча в десяти играх. Три следующих сезона отыграл в команде второго дивизиона «Волга» Ульяновск — 50 голов в 83 матчах. Лучший бомбардир зоны «Поволжье» в 2002 году — 25 голов. Далее играл во втором дивизионе за «Содовик» Стерлитамак (2004), «Мордовию» Саранск (2005), «Ладу-СОК» Димитровград (2005), «Динамо» Киров (2006). в 2007 году вернулся в «Волгу», с которой в том году вышел в первый дивизион. В 2009—2010 годах был в составе команды, но на поле не выходил. В 2010 году работал в ульяновском клубе администратором и тренером. С 2014 года — главный тренер молодёжной команды «Волги», участвующей в III дивизионе зоне МФС «Приволжье». В июне 2021 года тренировал сборную Ульяновской области на турнире «Переправа».
В 1994 году сыграл четыре матча на юношеском чемпионате Европы.